# وارطان سارداریان
وارطان سارداریان (ارمنی: Վարդան Սարդարյան; انگلیسی: Vardan Sardaryan؛ زادهٔ ۲۹ سپتامبر ۱۹۶۲) آهنگساز، کارگردان هنری، و نوازنده پیانو اهل ارمنستان است.

## زندگی‌نامه
وارطان سارداریان حرفه خویش را به عنوان نوازنده پیانو در سنین کودکی شروع کرد. زمانی که وارطان تنها ۶ سال سن داشت دو ترانه نیز نوشته بود. پس از آموزش موسیقی در یک مدرسه موسیقایی محلی و سپس کالج موسیقایی برای اشخاص ۱۱ ساله، وارطان با موفقیت در کنسرواتوار دولتی کومیتاس ایروان پذیرفته شد جایی که وی برای مدت پنج سال در پیش زیر نظر پروفسور آنا آمباکومیان هنرمند مردمی ارمنستان شوروی به تحصیل پرداخت. در دوران تحصیل خویش وی در رقابت‌های محلی و بین‌المللی مختلفی به عنوان یک نوازنده پیانو شرکت نمود. در طول آن سال‌ها گروه مجلسی خویش «Syune» بنیانگذاری کرد که منحصراً کارهای خویش را اجرا می‌کرد. سال ۱۹۹۶ نقطه عطفی در حرفه وارطان بود زمانی که وی برای کار به عنوان تدوینگر موسیقی در انجمن بین‌المللی ‘Dobroye Serdtse’ در مسکو دعوت شد. به محض بازگشت به کشور زادگاهش در سال ۱۹۹۹ وی به عنوان یک آهنگساز ارتباطات جدیدی را برقرار نمود و پیشنهادها مختلفی را دریافت کرد. در سال ۲۰۰۰ وارطان کار با خواننده ارمنی Mister X را به عنوان رهبر موسیقایی گروه وی آغاز کرد. در سال ۲۰۰۶ وارطان سارداریان استودیوی ضبط موسیقی خود را تأسیس نمود جایی که وی بعداً نخستین آلبومش با خوانده Lilya Barak را ضبط نمود. از مارس ۲۰۱۲ وارطان سارداریان به عنوان رهبر هنری پروژه «نمایش ملی ارمنیان» فعالیت می‌کند.